# 天王星のトロヤ群
天王星のトロヤ群 (てんのうせいのトロヤぐん、Uranus Trojan) とは、太陽に対する公転軌道を天王星と共有する小惑星のグループである。太陽 - 天王星のラグランジュ点のうち、天王星から見て60度前方にあるL4と60度後方にあるL5の近傍に存在する小惑星のグループである。

## 概要
トロヤ群に存在する天体は、重力的に安定なラグランジュ点近傍に位置し、公転周期が元となる天体と1:1の軌道共鳴をしている。トロヤ群に存在する小惑星は、これまでに木星、火星、海王星、地球において発見されている。その一方で、天王星と土星は、トロヤ群の数が少なく、また不安定であるため一時的な捕獲と離脱を繰り返す準安定なグループであるということがシミュレーションによって示されていた。
天王星のトロヤ群の最初の証拠、2011年に発見され、2013年にL4のトロヤ群小惑星であることが判明した2011 QF99 である。2011 QF99は、恐らく7万年以上の間この軌道を維持すると考えられているが、ケンタウル族の軌道を取っているのが約100万年であり、トロヤ群でいるのは一時的なものであると推定されている。

## 一覧
- L4
  - 2011 QF99

- L5
  - （未発見）